# Long Clawson
Long Clawson är en by i civil parish Clawson, Hose and Harby, i distriktet Melton, i grevskapet Leicestershire i England. Byn är belägen 26,2 km från Leicester. Orten har 1 117 invånare (2015). Long Clawson var en civil parish fram till 1936 när blev den en del av Clawson and Harby. Civil parish hade 664 invånare år 1931. Byn nämndes i Domedagsboken (Domesday Book) år 1086, och kallades då Clachestone.